# 青龙

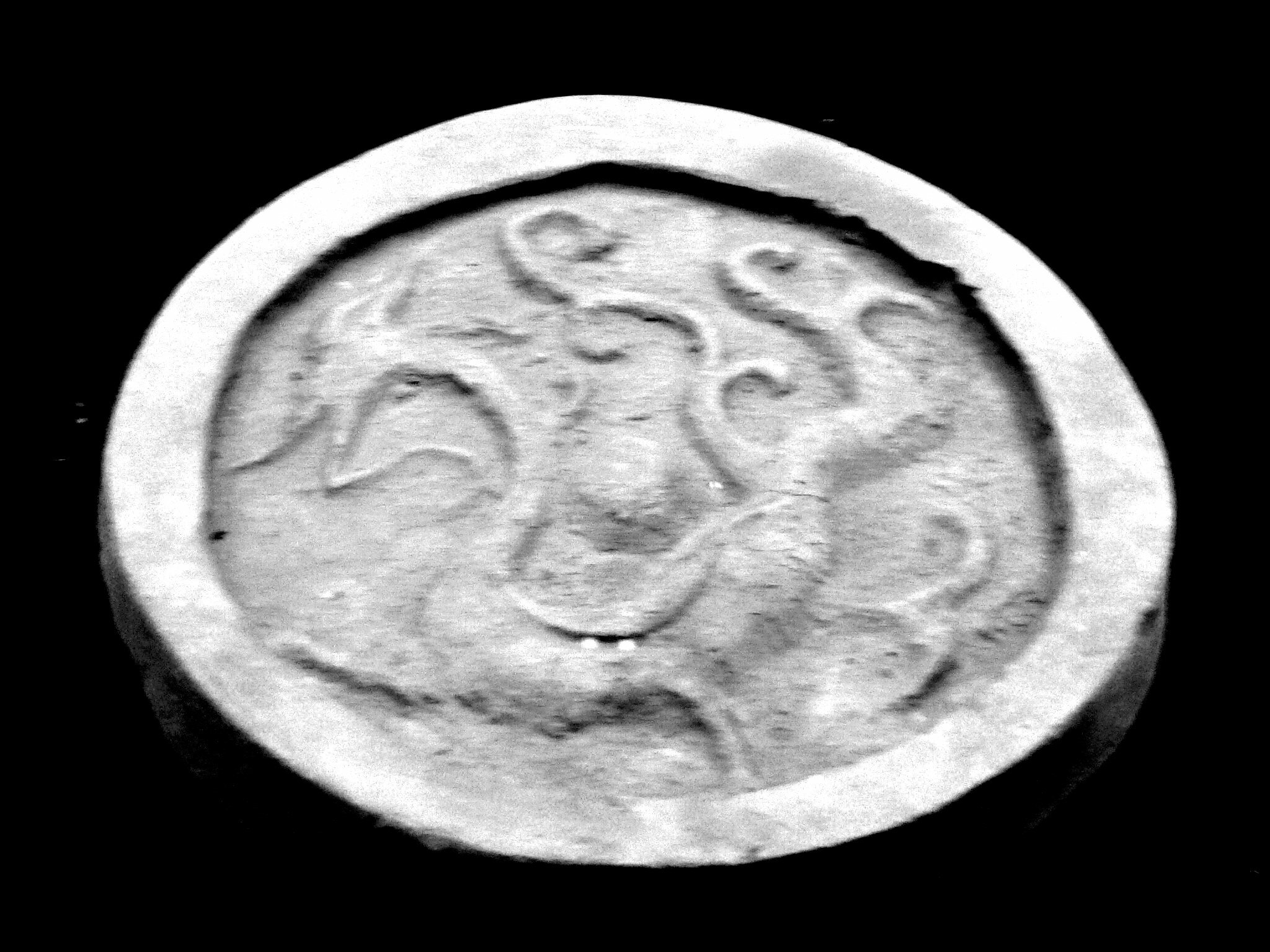
瓦当上的青龙图案

高句麗大墓壁畫中的青龍

青龙，又名苍龙，在中国传统文化中是四象之一、天之四灵之一，根据五行学说，它是代表东方的灵兽，为青色的龙，五行属木，代表的季节是春季，八卦主震。苍龙隨著時代演變，有時与应龙一样，都是身具羽翼，《张果星宗》称“又有辅翼，方为真龙”。有時又以無翼的形象出現。
《後漢書·律历志下》记载：日周于天，一寒一暑，四时备成，万物毕改，摄提迁次，青龙移辰，谓之岁。（歲星紀年）
在中国二十八宿中，青龙是東方七宿（角、亢、氐、房、心、尾、箕）的总称。道教将其称为“孟章”，在不同的道经中有“帝君”、“圣将”、“神将”和“捕鬼将”等称呼，与白虎监兵神君一起，是道教的护卫天神。
青龙也是對沒有陰毛的男子的俗稱。